# 2020年東京オリンピックの北朝鮮選手団
2020年東京オリンピックの北朝鮮選手団(2020ねんとうきょうオリンピックきたちょうせんせんしゅだん、朝: 2020년 도쿄 올림픽 조선 선수단)は、2021年7月23日から8月8日にかけて日本の首都東京で開催された2020年東京オリンピックに参加する予定だった北朝鮮選手団だったが、本大会に北朝鮮の選手団は参加しなかった。

## 概要
新型コロナウイルス感染症を理由として2020年東京オリンピック・パラリンピックへの不参加を2021年4月7日に表明。同月8日、国際オリンピック委員会が北朝鮮の不参加を容認したため、本大会に北朝鮮選手団は参加しなかった。
2021年9月8日、国際オリンピック委員会（IOC）は2020年東京オリンピックへの不参加を理由に、北朝鮮オリンピック委員会の資格を2022年末まで停止すると発表した。2022年北京オリンピックも対象となる。

## 種目別選手
以下の選手は当初2020年東京オリンピックに参加予定であったが、北朝鮮参加団が本大会に参加しなかったため、出場していない。

### アーチェリー
- 2名[5]

### 飛込
- キム・ミレ（英語版）[6]
  - 女子10m高飛込